# Valvatoidea
Valvatoidea Gray, 1840 è una superfamiglia di molluschi gasteropodi dell'infraclasse Heterobranchia inferiori.

## Descrizione
Il raggruppamento comprende gasteropodi di piccole dimensioni, dotati di conchiglia, caratterizzati da un habitus particolare: i lobi orali anteriori, le appendici cefaliche, e i processi ricurvi del piede anteriore, insieme a un retropiede profondamente diviso, conferiscono a questi molluschi un aspetto di animali "multi-tentacolati e con due code". Questo insieme unico di caratteristiche anatomiche costituisce la sinapomorfia di questo raggruppamento.
Il numero dei denti in ogni fila della radula varia da cinque a nove.

## Distribuzione e habitat
La superfamiglia comprende sia specie d'acqua dolce (Valvatidae) che marine (Cornirostridae e Hyalogyrinidae), con distribuzione cosmopolita.

## Tassonomia
La superfamiglia comprende tre famiglie viventi e una estinta:
- Cornirostridae Ponder, 1990
- Hyalogyrinidae Warén & Bouchet, 1993
- Valvatidae Gray, 1840
- Provalvatidae Bandel, 1991 †